# Качан, Вадим Аркадьевич
Вадим Аркадьевич Качан (бел. Вадзім Аркадзьевіч Качан, род. 8 октября 1958, Залядынье, Ивановский район (Брестская область)) — современный белорусский фотограф, преподаватель фотографии.

## Биография
Родился 8 октября 1958 года в деревне Залядынье Ивановского района Брестской области (Белоруссия, СССР).
В 1980 году окончил Белорусский технологический институт им. С. М. Кирова в Минске. С 1980 по 1990 года являлся членом фотоклуба «Вечерний Минск». Фотоклуб посещали в разное время известные ныне белорусские фотографы — Андрей Щукин, Евгений Залужный, Сергей Брушко и др.
В этот период участвовал в проекте Photo Manifesto: Contemporary Photography in the USSR (Фотоманифест. Современная фотография в СССР), в выставке в Центральном выставочном зале в Москве «Манеж», посвящённой 150-летию фотографии, а также в ряде клубных фотовыставок в Белоруссии и в других выставочных проектах.
В это время создаются серии и проекты как документальных работ — «Фототандем», «Праздник города», «Свет и тени», так и фотомонтажных фотографий — «ХХ-век», «Ассоциации», «Свадебные мгновения», «Предчувствие судьбы» и др.
С 1991 по 2003 год активно фотографией не занимался.
В 2003 году возвратился в фотографию персональной выставкой «Осколки» в галерее «NOVA»(Минск).
Является одним из организаторов и первым председателем Белорусского Общественного объединения «Фотоискусство» (творческий союз) 2003 год. Активно участвует в коллективных выставках в разных странах, проходит ряд его персональных выставок: в Белоруссии, России и Польше. В этот период создал серии цифровой документальной фотографии: «Люди Египта», «Портрет с портретом», «Прогулки по городу», «Город и люди» и др., а также серии цифровых монтажных работ «Внутренние миры», «Фантазии Египта», «Жалюзи» и др.
Было издано четыре авторских фотоальбома: «Фотографии прошлых лет», «Люди Египта», «Лица», «Минск. Город и люди».
Фотоальбом Вадима Качана «Фотографии прошлых лет» (2005 г.) — первое в современной Белоруссии издание альбома-книги, посвящённое творчеству фотохудожника. В него вошли как фотографии автора, выполненные в 80-х годах прошлого столетия, так и его рассказы «Puzzles прошлых лет».
Вадим Качан является членом творческих союзов: Белорусский союз дизайнеров, БОО «Фотоискусство», Союза фотохудожников России.
С 2007 года занимается преподаванием фотографии.

## Выставки
Персональные выставки:
- 2003 — «Осколки», галерея визуальных искусств «NOVA», Минск, Белоруссия[2]
- 2003 — выставка, галерея имени Г. Х. Ващенко, Гомель, Белоруссия
- 2004 — «Старый Минск», Национальный музей истории и культуры Беларуси, Минск
- 2005 — выставка, музей Марка Шагала, арт-центр, Витебск, Белоруссия
- 2005 — выставка, Государственный Гродненский историко-археологический музей, Новый замок, Сенаторский зал, Белоруссия
- 2005 — выставка-презентация альбома-книги «Фотографии прошлых лет», Национальная библиотека, Минск, Белоруссия
- 2006 — выставка, Могилевский художественный областной музей имени П. В. Масленикова, Белоруссия
- 2006 — фотовыставка «Фотографии прошлых лет», Русский музей фотографии, г. Нижний Новгород, Россия
- 2007 — «Прогулки по городу», Национальная библиотека, Минск, Белоруссия
- 2007 — выставка «День города», Малая галерея Института имени Гёте, Минск, Белоруссия
- 2007 — «Фотографии прошлых лет», галерея ФотоСоюз, Российский Союз Фотохудожников, Москва, Россия[3]
- 2007 — «Фотографии прошлых лет» — в Национальном культурном центре Казани, Россия
- 2008 — «Фрагменты», в «Старой галерее» Союза польских фотохудожников г. Варшава, Польша
- 2009 — «Люди Египта», Национальный художественный музей РБ, Минск, Беларусь[4]
- 2010 — «Лица», НВЦ «БелЭкспо», Минск, Белоруссия
- 2011 — «Минск. Город и люди», музей Истории города Минска, Белоруссия

## Книги
- Photo Manifesto: Contemporary Photography in the USSR. Под редакцией: Walker, Ursitti & McGinniss. Нью-Йорк (США), издательство Stewart, Tabori & Chang, 1991. ISBN 978-1556701993
- «Фотографии прошлых лет» — авторский альбом, Минск, изд. «Юнипак», 2005, ISBN 985-6745-27-6
- «Люди Египта» — авторский альбом, Минск, изд. «Артия Групп», 2009, (Vadim Kachan «PEOPLE OF EGYPT», английский, русский, 21х21 см, 54стр.) ISBN 978-985-6893-07-3
- «Лица» — авторский альбом, Минск, изд. Артия Групп, 2010, ISBN 978-985-6893-27-1
- «Минск. Город и люди» — авторский альбом, Минск, изд. Артия Групп, 2011, ISBN 978-985-6893-29-5